# Lounge (muziek)
Lounge of loungemuziek is de benaming voor twee soorten easy listening.
Oorspronkelijk werd met lounge gerefereerd aan muziek gespeeld in de salons van hotel- en casinobars, maar ook kleine cabarets en pianobars. Het is een vorm van popmuziek die voortkomt uit de muziek van de New Yorkse Tin Pan Alley. Het is bedoeld als achtergrondmuziek, of in ieder geval muziek waarbij te converseren valt. Latere varianten van deze vorm werden denigrerend ook wel muzak of liftmuziek genoemd.
Vanaf het midden van de jaren negentig van de twintigste eeuw wordt met lounge ook wel de elektronische downtempomuziek bedoeld (niet meer dan 90 beats per minute). Deze loungemuziek als eigen genre bestaat eigenlijk niet, lounge is eigenlijk het genre chill-out aangevuld met de genres triphop, acid jazz, ambient en deep house.
Vooral in Frankrijk, Zuid-Duitsland, Oostenrijk en Spanje was het rond de eeuwwisseling erg populair, en groeide het deels uit tot een levensstijl waarbij men het rustig aan deed, en alles zo gemakkelijk mogelijk ging. De invloed van het ouderwetse loungen is nog steeds herkenbaar doordat in loungebars de muziek een volume heeft dat zich zowel leent tot dansen als converseren. De genrenaam, vooral door de media gepoogd te lanceren, is altijd omstreden geweest: veel van de artiesten en liefhebbers vinden het een belediging. De benaming heeft in de loop der tijd echter wel aan lading gewonnen.
Er zitten in de loungemuziek vaak Oosterse klanken, Aziatisch en Arabisch. Het is niet zelden een combinatie van Westerse en Oosterse muziek.
Verder zijn er een aantal verzamel- of compilatie-cd-series met loungemuziek. Enkele daarvan zijn:
- Café del Mar, genoemd naar het gelijknamige café op Ibiza,
- De Winter Chill, Nu Cool en Serve Chilled compilaties van Hed Kandi.
- Nomads, 1 tot 4, naar het gelijknamige loungerestaurant in Amsterdam
- Supperclub presents: Lounge, van 1 tot 10, naar de gelijknamige loungeclub in Amsterdam
- Buddha-Bar-compilaties, naar de loungerestaurantketen
- MTV Lounge
- Lounge Deluxe-compilaties

## Wetenswaardigheden
- Het is onder enkele loungeartiesten een running gag om te refereren aan een trein of station. Zowel Paris Saint-Germain als Gare du Nord zijn stations in Parijs en loungebands. Van zowel Gare du Nord als Kruder & Dorfmeister begint een album met een omroep die aangeeft dat een station genaderd wordt. Mogelijk refereert dit aan het "feit" dat treinreizen de enige relaxte manier van reizen is.